# Platnickia bergi
Platnickia bergi là một loài nhện trong họ Zodariidae.
Loài này thuộc chi Platnickia. Platnickia bergi được Eugène Simon miêu tả năm 1895.